# Ludwik Pinkus
Ludwik Pinkus (ur. 6 listopada 1878 w Płońsku, zm. 20 października 1926 w Łodzi) – polski lekarz bakteriolog, dentysta i działacz robotniczy, pochodzenia żydowskiego.

## Życiorys
Ukończył studia na Wydziale Lekarskim Uniwersytetu Warszawskiego, po których zamieszkał w Łodzi przy ul. Spacerowej 13 (obecnie al. T. Kościuszki) i podjął pracę jako lekarz referent Kasy Chorych miasta Łodzi, a także kierownik Zakładu Rozpoznawczo-Leczniczego. Ponadto należał do Komisji Bibliotecznej Towarzystwa Lekarskiego Łódzkiego, był członkiem Stowarzyszenia Społeczno-Lekarskiego. Od 1905 należał do PPS, a w 1906 został członkiem PPS-Lewicy. Był członkiem Centralnego Komitetu Robotniczego PPS-Lewicy w latach 1906–1908 oraz 1909–1910. Działał przede wszystkim na terenie Łodzi, m.in. jako członek Okręgowego Komitetu Robotniczego PPS-Lewicy oraz jeden z członków komitetu redakcyjnego „Łodzianina”. W 1909 był więziony w X Pawilonie Cytadeli Warszawskiej.

### Życie prywatne
Był synem lekarza – Władysława (Wołka) Pinkusa i Gustawy z domu Grünbaum. Jego żoną była Sara z domu Lajchter (ur. 1893), córka Icka Majera Lajchtera i Hany z domu Kaufman, z którą miał syna – Gustawa Kazimierza (ur. 1921). Został pochowany na cmentarzu żydowskim przy ul. Brackiej w Łodzi (str. L, kw. F, nr grobu 17a).